# 西田耕造
西田 耗造（にしだ こうぞう）は大阪府出身の実業家。平和生命保険（現ニッセイ・ウェルス生命保険）元社長。

## 略歴
1958年大阪経済大学経済学部卒業、平和生命保険入社。常務取締役、専務取締役を経て1998年から代表取締役社長。1999年に同社が 米国エトナ・グループの一員になり2000年エトナヘイワ生命保険株式会社に社名変更された後も社長を務めた。これにより平和生命保険という社名で最後の社長となった。
| スタブアイコン | サブスタブ | この項目は、まだ閲覧者の調べものの参照としては役立たない、人物に関連した書きかけの項目です。この項目を加筆・訂正などしてくださる協力者を求めています（P:人物伝/PJ:人物伝）。 |